# Paige Spara
Paige Spara (Washington, 9 agosto 1989) è un'attrice statunitense, nota per i suoi ruoli principali come Audrey Piatigorsky nella sitcom della ABC Family Kevin from Work e Lea Dilallo nel dramma medico della ABC The Good Doctor.

## Biografia
Paige è nata il 9 agosto 1989 a Washington, in Pennsylvania, figlia di un titolare di un salone Kevin e dell'igienista dentale Kim Spara. È la seconda di tre figli, avendo una sorella maggiore, Taylor, e un fratello minore, Jesse. Ha iniziato a recitare all'età di 12 anni quando è entrata a far parte della Kids' Theatre Works. Ha continuato a recitare alla Washington High School dove si è diplomata nel 2008. Da lì, ha affinato la sua arte al Pittsburgh Community Theatre e all'Irondale Theatre di New York City.
Ha frequentato la Point Park University di Pittsburgh per due anni dove ha studiato recitazione prima di trasferirsi al Marymount Manhattan College dove si è laureata in Accademia d'arte drammatica nel 2012.
Prima di ottenere un ruolo cinematografico o televisivo, ha fatto la comparsa come guida per un tour in autobus di Gossip Girl a New York City ed è stata filmata come salutatrice e la sua immagine è stata proiettata come un ologramma che accoglie visitatori e viaggiatori all'aeroporto internazionale di Washington Dulles a Dulles, in Virginia . Dopo essersi laureata all'università, si è trasferita a Los Angeles e ha trascorso due anni a fare audizioni prima di ottenere un ruolo importante nella sitcom americana Kevin dal lavoro.

## Carriera
Dopo i ruoli nei cortometraggi Prospect Street nel 2010 e What Showers Bring e After the Hurricane nel 2014, il primo ruolo da protagonista è arrivato nel 2015 con l'interpretazione di Audrey Piatigorsky nella sitcom della ABC Family Kevin from Work, il collaboratore di Kevin Reese di Noah Reid. Daly. La sitcom è andata in onda per 10 episodi fino a quando non è stata ufficialmente cancellata nello stesso anno.
Nel 2017, ha avuto un ruolo minore interpretando una barista in Home Again con Reese Witherspoon.
Poco dopo, è stata scelta per un ruolo importante nel dramma medico della ABC The Good Doctor nei panni di Lea Dilallo, la migliore amica e interesse amoroso e futura moglie del protagonista Shaun Murphy (interpretato da Freddie Highmore). Successivamente è stata promossa al cast principale per la seconda stagione della serie.
Nel 2017, ha avuto un ruolo nel video musicale di Lauv I Like Me Better. Nel 2020, ha diretto e ha avuto un ruolo nel video di Sidny X Chaix Just Friends.

## Altri ruoli
Prima di ottenere il suo primo ruolo televisivo di Audrey Piatigorsky in Kevin from Work, è apparsa in spot pubblicitari per Forevermark Jewelry, Sally Hansen nails e Volkswagen Golf . Di recente, ha lavorato a un podcast intitolato The Inbetween.

## Filmografia

### Cinema
- Prospect Street (2010) - cortometraggio
- What Showers Bring (2014) - cortometraggio
- After the Hurricane (2014) - cortometraggio
- Audition (2015) - documentario
- 40 sono i nuovi 20 (Home Again), regia di Hallie Meyers-Shyer (2017)
- She's in Portland, regia di Marc Carlini (2020)
- Stale Ramen (2021) - cortometraggio

### Televisione
- Kevin from Work - serie TV, (2015)
- The Good Doctor - serie TV, (2017-2024)

### Video musicali
- I Like Me Better di Lauv (2017)
- Solo amici di Sidny X Chaix, regista (2020)

## Doppiatrici italiane
Nelle versioni in italiano nelle opere in cui ha recitato, Paige Spara è stata doppiata da:
- Giulia Franceschetti in The Good Doctor